# Yihad Butleriana
La Yihad Butleriana, también llamada el Jihad Butleriano o la Gran Revolución, es una cruzada ficticia que se narra en la serie de novelas de ciencia ficción Dune, del escritor Frank Herbert.
En esta guerra los seres humanos lograron vencer a los ordenadores, máquinas pensantes y robots que los habían esclavizado. La guerra comenzó el año 201 B.G. (Before Guild o antes de la Cofradía) y terminó en el 108 B.G con la Batalla de Corrin. Su principal mandamiento ha quedado registrado en la Biblia Católica Naranja como «No construirás una máquina a semejanza de la mente humana».
En las obras de Frank Herbert la Yihad Butleriana es sólo nombrada y explicada como la guerra santa que acabó con las máquinas pensantes. En las obras de Herbert es tan sólo una mera "base" de la sociedad presentada en Dune, donde las computadoras, la informática y en general «cualquier máquina que imite el pensamiento humano» han sido erradicados.
Posteriormente, Brian Herbert, hijo del escritor de los seis primeros libros basados en el universo de Dune, y Kevin J. Anderson, escritor de ciencia ficción continuaron escribiendo sobre el universo de Dune. Después de la trilogía "Preludio a Dune" empezaron una trilogía basada en la Yihad Butleriana, de la cual en español se han publicado los tres libros («Dune: La Yihad Butleriana», «Dune: La cruzada de las máquinas» y «Dune: La batalla de Corrin»). En éstas se narra el principio de la Yihad donde gran parte de la humanidad ha sido derrotada y esclavizada en una cruenta guerra contra las máquinas pensantes, que ella misma creó. La Liga de Nobles (precursor del Landsraad de los libros originales de Frank Herbert), reducto de los humanos libres, lucha contra los Planetas Sincronizados, dominados por Omnius, que encarna el poder de las máquinas pensantes. Pero hay otros planetas, los No-Aliados que no interesan ni a un bando ni al otro, como son Caladan o Arrakis. Los principales personajes son: Xavier Harkonnen, Vorian Atreides, Serena Butler, y aparecen las primeras referencias a planetas como Corrin, la Tierra, Salusa Secundus, Giedi Prime.
También hacen las primeras apariciones la especia y los nativos de Arrakis, los fremen.
- Datos: Q2707011